# Histoire de Virginie Romana
L'Histoire de la Virginie romaine (Storia di Virginia Romana en italien) est une peinture en tempera sur bois (83 × 165 cm) exécutée autour de 1498, par Sandro Botticelli, et conservée à l'Académie Carrara de Bergame.

## Historique
Le tableau fait « pendant » à La Tragédie de Lucrèce conservée au musée Isabella Stewart Gardner de Boston dans un ensemble appelée Histoires de Virginie et Lucrèce.
Les deux panneaux faisaient partie d'un dossier  et d'un pied de lit montés en vis-à-vis, documenté vers 1500 dans la Casa Vespucci, aujourd'hui le palazzo Incontri, situé à l'angle de la via dei Servi et de la via dei Pucci à Florence.
Quand Giovanni Morelli acheta la peinture à Rome en 1871, le tableau fut décrit comme « Cavaliers et un viol de religieuses. » Morelli associa à l'œuvre une description dans l'édition de Le Vite  de Giorgio Vasari (version de 1550) : « de nombreuses peintures très animées et très belles avec plusieurs figures par Botticelli, encadrées dans une spalliera dans une salle du palais de Giovanni Vespucci à Florence. »

## Thème
Le thème de Virginie fait directement écho à celui de Lucrèce, emprunté comme lui à l'histoire romaine : dans les deux cas, une jeune fille meurt pour préserver sa chasteté (Lucrèce), ou sa virginité (Virginie). Lucrèce se suicide après avoir été violée ; Virginie est poignardée par son propre père, qui se résout à l'infanticide plutôt que de la laisser déshonorer par un tyran et ses suppôts.
L'histoire de Virginie se serait déroulée vers 450 av.J.-C, environ cinquante ans après celle de Lucrèce, durant la sombre période des Décemvirs. Les décemvirs étaient, dans l'ancienne république romaine, dix magistrats exceptionnels chargés de rédiger les lois. Le fonctionnement normal des institutions était suspendu et ils étaient investis des pleins pouvoirs, dont certains abusèrent.
Le décemvir Appius Claudius cherche à s'emparer de Virginie, fille du centurion Virginius parti en mission avec l'armée romaine. Pour cela il intrigue avec la complicité d'un de ses clients : il prétend que Virginie n'est pas la fille de sa mère déclarée, mais d'une esclave de son protégé, et qu'elle est donc également son esclave, sa propriété. La famille de Virginie se trouve bien démunie pour la protéger et appelle son père à son secours. Virginius  rentre précipitamment malgré les tentatives d'Appius pour l'en empêcher. Une audience est convoquée au forum : le père accompagne sa fille pour entendre le jugement d'Appius, qui donne raison à son protégé : Virginie est esclave et doit comme telle lui être rendue en pleine propriété. Virginius, estimant qu'il ne peut sauver l'honneur de sa fille que par la mort, la poignarde.
Le peuple révolté et les soldats prennent d'assaut l'Aventin, font sécession sur le mont Sacré, comme leurs pères cinquante années plus tôt après la mort de Lucrèce. La révolte entraîne la suppression des Décemvirs et le retour du consulat.

## Description
Les épisodes de l'histoire sont développés dans un cadre unique sur fond d'architecture classique, dans laquelle les personnages, peints avec des couleurs vives, sont fortement agités. On ne peut pas parler proprement de scène, puisque les épisodes successifs de l'histoire sont représentés dans un espace unique. Cette logique narrative est caractéristique du gothique finissant, contemporain de Botticelli (voir plus bas l'analyse).
La composition comporte une cinquantaine de figures : elle est dominée par le groupe central d'Appius Claudius assis sur un trône en haut de plusieurs marches :
- À l'extrême gauche devant une porte entr'ouverte : Virginie en compagnie d'autres femmes, est prise à partie.
- Au centre gauche : Virginius accompagne sa fille, vêtue d'une robe vert bronze à reflets d'or, de cothurnes rouges et d'un manteau à manches rouges, vers le tribunal pour écouter le jugement.
- Au centre en haut d'une estrade de plusieurs marches : devant  Appius Claudius Sabinus, elle reçoit sa condamnation.
- au centre droit : un groupe de femmes en furie assiste au meurtre de Virginie par son père qui lève vers elle son sabre.
- À l'extrême droite : le père s'enfuit à cheval devant les femmes éplorées.
- Au centre au premier plan : une bataille à cheval rassemble peuple et soldats.

## Analyse
Ce tableau narratif de Sandro Botticelli, décrivant les événements qui ont conduit à la mort tragique de la Virginie a longtemps été reconnu comme étant l'une des peintures les plus complexes et fascinantes du style tardif de l'artiste.
Conformément aux caractéristiques de la dernière période de Botticelli, les personnages sont menus comme écrasés par le décor, mais néanmoins mis en valeur par le coloris intense de leurs habits, par leurs contours découpés sur l'architecture ainsi que par leurs visages expressifs et leurs gestes vifs.
La combinaison de plusieurs scènes en une seule image était commune dans l'art médiéval perpétré dans de nombreuses œuvres de la Renaissance surtout les réalisations tardives de Botticelli.

## Sources
- (it) Cet article est partiellement ou en totalité issu de l’article de Wikipédia en italien intitulé « Storie di Virginia » (voir la liste des auteurs).